# Norbert Lins
Norbert Lins (Ravensburg, 22 dicembre 1977) è un politico tedesco.
Membro della CDU, è eurodeputato dal 2014 e presidente della commissione per l'agricoltura e lo sviluppo rurale del Parlamento europeo dal 2019.

## Biografia
Dopo 5 anni come assistente parlamentare dell'eurodeputato Andreas Schwab, nel 2014 si candida alle elezioni europee e viene eletto eurodeputato, entrando prima nella commissione per l'ambiente, la sanità pubblica e la sicurezza alimentare e poi nella commissione per l'agricoltura e lo sviluppo rurale
Nel 2019 viene rieletto e viene eletto per la nuova legislatura presidente della commissione per l'agricoltura e lo sviluppo rurale.
Nel 2018 ha sostenuto Friedrich Merz come nuovo leader della CDU.